# Ramo Grande (raça bovina)

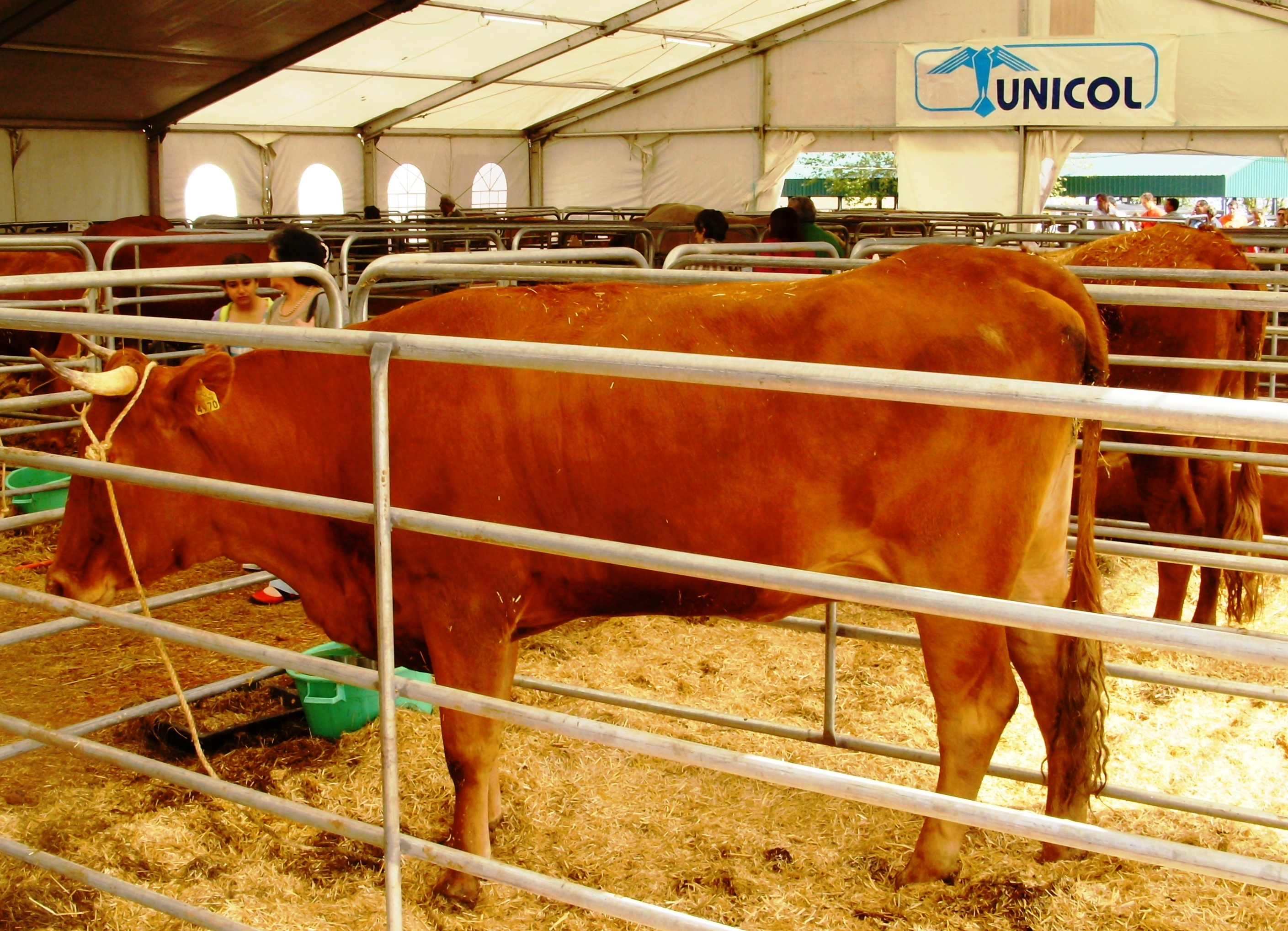
Macho adulto da raça Ramo Grande (Feira Agrícola 2010, Angra do Heroísmo.

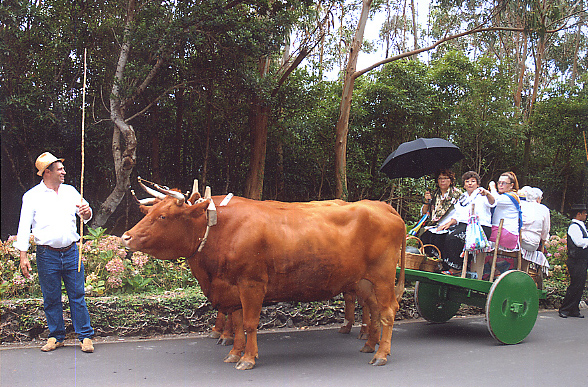
Antigo carro tracionado por bovinos Ramo Grande (Ilha Terceira, Açores).

A raça Ramo Grande é uma raça de gado bovino autóctone dos Açores. Recebeu o nome da zona nordeste da ilha, a planície do Ramo Grande, no concelho da Praia da Vitória, onde é mais numerosa e de onde são provenientes os seus melhores exemplares, sendo por isso considerada o solar da raça. Os seus exemplares são tipicamente criados sob a forma de pecuária extensiva, aproveitando as pastagens características da ilha.

## Origem e história
O gado Ramo Grande era primitivamente utilizado no trabalho agrícola e na tração de cargas, embora fosse também explorado para a produção de carne e de leite. Até ao início da década de 1970 era a raça dominante na bovinocultura da Terceira e ilhas vizinhas.
Com a disseminação da mecanização dos trabalhos agrícolas, este gado perdeu as suas funções de tração, embora alguns criadores ainda ensinem o trabalho aos animais, sobretudo com o intuito de os apresentar em desfiles etnográficos. Por outro lado, a opção pelo setor leiteiro, bem como a introdução de raças exóticas especializadas quer na produção de leite, quer na produção de carne, contribuiu para que o seu plantel atualmente seja muito reduzido. Desse modo, com o objetivo de proteger e preservar a raça, e após ter sido definido o respectivo padrão, foi criado, em 1996 o seu Registo Zootécnico.
Com a sua definição como raça autóctone, houve um ressurgimento do interesse pela preservação deste património genético açoriano, estando em curso a avaliação das capacidades produtivas da raça e do seu interesse em alguns sistemas de produção de carne em zonas mais inóspitas de algumas ilhas do arquipélago Açoriano.

## O solar da raça
O solar de origem desta raça situa-se na zona nordeste da ilha Terceira, região plana e fértil, designada por Ramo Grande. Todavia este tipo de bovino estendeu-se praticamente a todo o arquipélago. A raça tem origem nos bovinos trazidos pelos primeiros povoadores da ilha, ainda no século XV, maioritariamente de Portugal e da Flandres, do mesmo modo que exemplares das raças Alentejana e Mirandesa que, com o decorrer dos séculos, acusariam modificações em consequência da insularidade.

## Características
Os exemplares do Ramo Grande apresentam uma cabeça bem desenvolvida, marrafa pouco farta e assente numa protuberância frontal pouco saliente, de perfil frontal convexo. As aberturas naturais são predominantemente almaradas e as órbitas com coloração clara. Os cornos são opistóceros, saem para trás, para os lados, voltando para a frente e com pontas viradas para cima. O tronco, no seu conjunto, chama a atenção por seu desenvolvimento mais acentuado no terço anterior em relação ao posterior, ligados entre si por um costado pouco alto e pouco arqueado. Os membros, de boas articulações, terminam em unhas afogueadas e resistentes. A cor da pelagem é um vermelho mais ou menos intenso, simples, ou, raras vezes, malhado em determinadas zonas específicas.